# Brestovene
Brestovene (bulgariska: Брестовене) är ett distrikt i Bulgarien.   Det ligger i kommunen Obsjtina Zavet och regionen Razgrad, i den nordöstra delen av landet, 290 km öster om huvudstaden Sofia.
Trakten runt Brestovene består till största delen av jordbruksmark. Runt Brestovene är det ganska glesbefolkat, med 45 invånare per kvadratkilometer.